# Közönséges törpemongúz
A közönséges törpemongúz (Helogale parvula) az emlősök (Mammalia) osztályának a ragadozók (Carnivora) rendjébe, ezen belül a mongúzfélék (Herpestidae) családjába tartozó faj.

## Elterjedése
Afrika keleti partvidékén, Etiópiától Transvaalig fordul elő. Afrika déli részén is megtalálható, nyugat felé Angoláig.

## Alfajai
- Helogale parvula parvula
- Helogale parvula ivori
- Helogale parvula mimetra
- Helogale parvula nero
- Helogale parvula ruficeps
- Helogale parvula undulatus
- Helogale parvula varia

## Megjelenése
A közönséges törpemongúz hossza 20-30 centiméter, testtömege 320-340 gramm. Bundája hosszú, bozontos, rendezetlen, színe a szürkésbarnától kezdve egészen sötét is lehet, szürke foltokkal. Mellkasa és hasa általában világosabb. Hosszú fején hegyes orr található. Füle kicsi és kerek, szeme éles. Fejét állandóan figyelőállásban tartja. Négy ujján hosszú, nem behúzható karom van ásáshoz és mászáshoz. Farka körülbelül 18 centiméter hosszú, izmos és szőrös. Az állat egyensúlyozásra használja, amikor a hátsó lábán áll.

## Életmódja
Nappal aktív, körülbelül 30 tagú csapatban él és vadászik. Tápláléka bogarakból, sáskákból, termeszekből, kisemlősökből, hüllőkből, madarakból, gyümölcsökből és bogyókból áll. Csapatosan még a kígyókat is megtámadhatják. A közönséges törpemongúz legfeljebb 10 évig élhet.

## Szaporodása

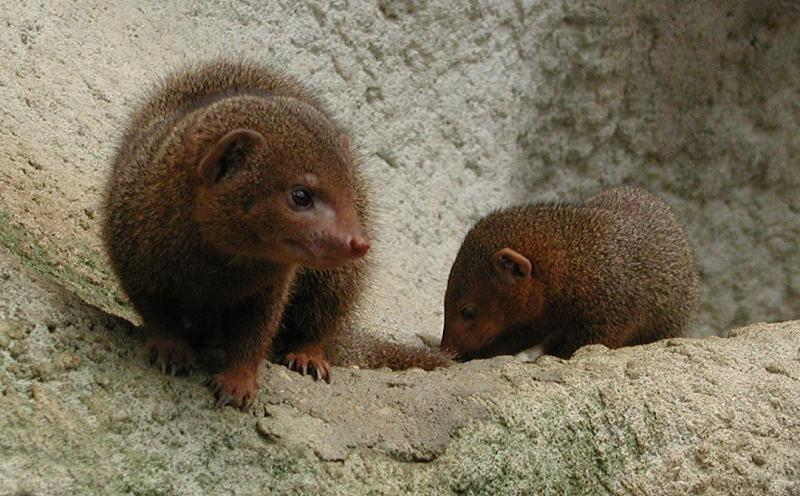

A fiatal állatok ivarérettségüket 5 hónapos korukban érik el. A párzási időszak évente háromszor, nem meghatározott időben van. A vemhesség 50-54 napig tart, ennek végén a domináns nőstény 2-4 utódot hozz a világra. Ha más nőstény ellik, akkor a domináns nőstény még a földalatti fészekben megöli a kölyköket.

## Rokon fajok
A közönséges törpemongúz közeli rokona és a Helogale nem másik tagja a sivatagi törpemongúz (Helogale hirtula).